# Серренти
Серренти (итал. Serrenti) — коммуна в Италии, располагается в регионе Сардиния, подчиняется административному центру Южная Сардиния.
Население составляет 4 725 человек (30-06-2019), плотность населения составляет 110,45  чел./км². Занимает площадь 42,78 км². Почтовый индекс — 9027. Телефонный код — 070915.
Покровительницами коммуны почитаются Непорочная Дева Мария и святая Виталия, празднование 8 декабря.

## Примечание
1. ↑  Statistiche demografiche ISTAT. demo.istat.it. Дата обращения: 16 ноября 2019. Архивировано 24 июля 2019 года.